# Andrés Ibarra (militar)
Andrés Ibarra del Toro (Caracas, 17 de agosto de 1807 - Ibídem, 23 de agosto de 1875), fue un militar patriota de la guerra de la independencia. Hijo de Vicente Ibarra y Ana Teresa del Toro. Combatió con el Libertador Simón Bolívar y resultó herido en su defensa. Además, era sobrino de Fernando Rodríguez del Toro y de Francisco Rodríguez del Toro (marqués del Toro) y hermano de Diego Ibarra, quien también se desempeñó como oficial del ejército de Venezuela en la guerra de independencia.
Fue uno de los trece oficiales superiores del ejército que derrocaron al presidente José María Vargas y durante la Revolución de las Reformas, combatió contra las fuerzas del Gobierno en el oriente del país y en Camoruco. Su hija, Ana Teresa Ibarra Urbaneja contrajo nupcias con el general Antonio Guzmán Blanco.

## Educación
En su juventud cursó estudios en Estados Unidos y viajó por Europa. De regreso a la Gran Colombia fue incorporado al ejército patriota.

## Cargos desempeñados
- Oficial del ejército de Venezuela en la Guerra de Independencia.
- Edecán de Simón Bolívar.
- Teniente coronel bajo el mando del general Mariano Montilla.
- Ostentó el rango de general de brigada.

## Vida política y militar
De regreso de sus estudios en Europa viajó a la Gran Colombia donde fue incorporado al ejército patriota. En 1827, con el grado de teniente, se desempeñó en el cuerpo de edecanes del Libertador. En la conjura contra Simón Bolívar el 25 de septiembre de 1828 resultó herido en un brazo por el capitán José Ignacio López cuando hizo frente a quienes invadieron el Palacio de Gobierno de Bogotá. 
Posteriormente, del lado del Libertador participó en la Campaña pacificadora de Pasto y estuvo en los preliminares de la campaña que culmina en el Portete de Tarqui (27 de febrero de 1829) contra el ejército del Perú. Con el grado de capitán acompañó al Bolívar en sus últimos momentos en Santa Marta. Como teniente coronel y bajo las órdenes del general Mariano Montilla, estuvo entre aquellos que en Cartagena, hicieron frente a la ofensiva del general Ignacio Luque (1831), la cual culminó con la capitulación de Montilla el 23 de abril del mismo año.
De Nueva Granada viajó a Haití, y de allí a Curazao (mediados de junio). De regreso a Venezuela, en el goce de sus grados militares, estuvo entre los 13 oficiales superiores del Ejército que el 8 de julio de 1835 derrocaron al presidente José María Vargas. Durante la Revolución de las Reformas, combatió contra las fuerzas del Gobierno en el oriente del país y en Camoruco (Valencia, 29 de noviembre de 1835). Al ser derrotado este movimiento se fue al exilio. Por el decreto legislativo del 21 de febrero de 1845 fue rehabilitado de sus grados, títulos, pensiones, goces y condecoraciones. 
De regreso al país, estuvo ausente de la actividad militar hasta 1848, cuando fue llamado nuevamente a filas. Posteriormente participa en la vida política del país dentro de las filas del Partido Liberal. Su hija, Ana Teresa Ibarra Urbaneja, contrajo nupcias con el general Antonio Guzmán Blanco. Para el momento de su muerte ostentaba el grado de general de brigada. Sus restos reposan en el Panteón Nacional desde el 24 de agosto de 1875.